# Riccardo Broschi
Riccardo Broschi, (? 1698?, Neapol - ? 1756, Madrid), italský hudební skladatel, představitel neapolské operní školy.

## Život
Narodil se okolo roku 1698 v Neapoli. V roce 1725 zde měla premiéru jeho jediná komická opera „La vecchia sorda“. V letech 1728 až 1735 zkomponoval několik hrdinských oper s jediným cílem, ukázat všechny možnosti pěveckého umění svého mladšího bratra Carla, který proslul jako patrně nejslavnější kastrát v dějinách hudby pod jménem Farinelli.
Později doprovázel bratra na jeho úspěšných turné po Evropě. V letech 1736 až 1737 sloužil u královského dvora ve Stuttgartu. Zakotvil ve Španělsku, zcela opustil hudební dráhu a stal komisařem válečného námořnictva španělské koruny.

## Opery
1. La vecchia sorda, (Neapol, 1725)
2. lL’isola di alcina, (Řím, 1728)
3. Idaspe, (Benátky, 1730)
4. Ezio, (Turín, 1731)
5. Arianna e teseo, (Milán, 1731)
6. Merope, (Turín, 1732)
7. Artaserse, (Londýn, 1734)
8. Nerone, (Řím, 1735)
9. Adriano in siria, (Milán, 1735)
10. Anagilda, (1735 v rukopise);